# Estadi Ullevaal
L'Estadi Ullevaal (Ullevaal Stadion) és un estadi esportiu de la ciutat d'Oslo, Noruega.
És la seu del club Vålerenga IF i de la selecció de futbol de Noruega, i és la seu de la final de la copa noruega de futbol. Fou inaugurat el 26 de setembre de 1926. Entre 1926 i 2009 va ser la seu del FK Lyn. Té una capacitat per a 28.000 espectadors, essent el major estadi del país. És propietat de la Federació Noruega.

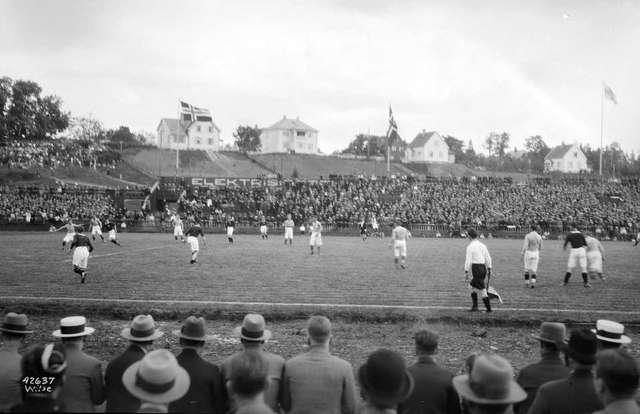
Estadi el 1935.

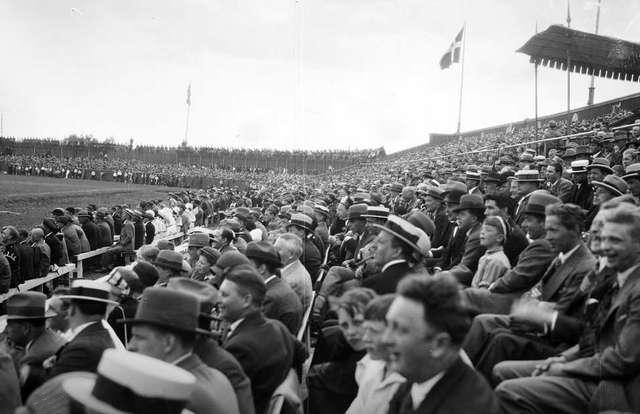
Espectadors el 1935.

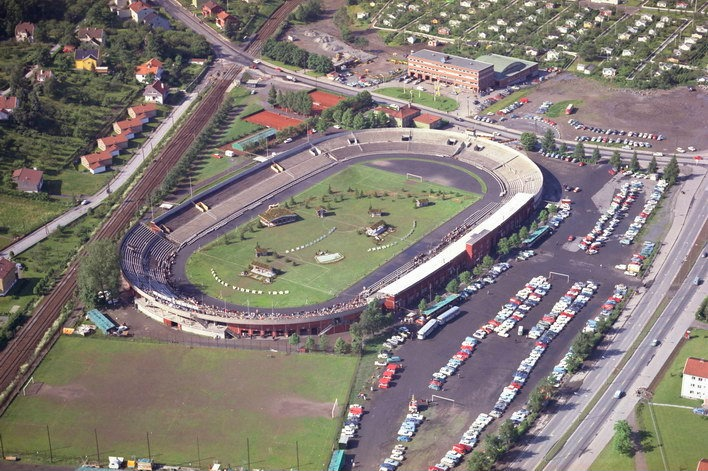
Estadi el 1965.

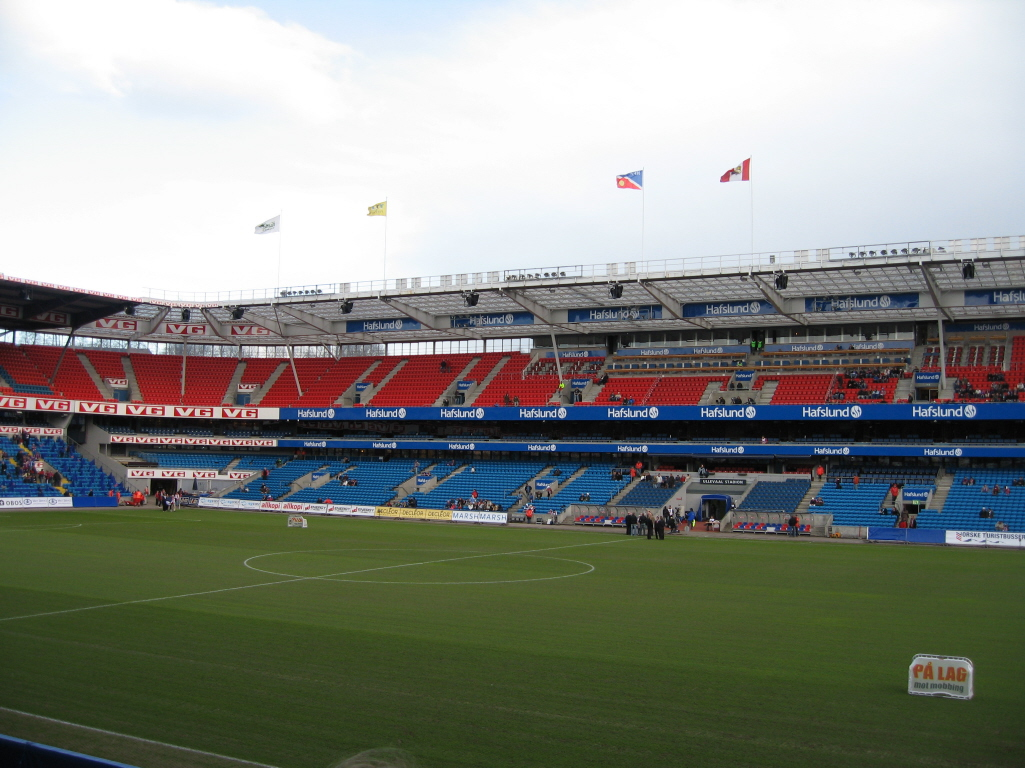
Graderia sud.

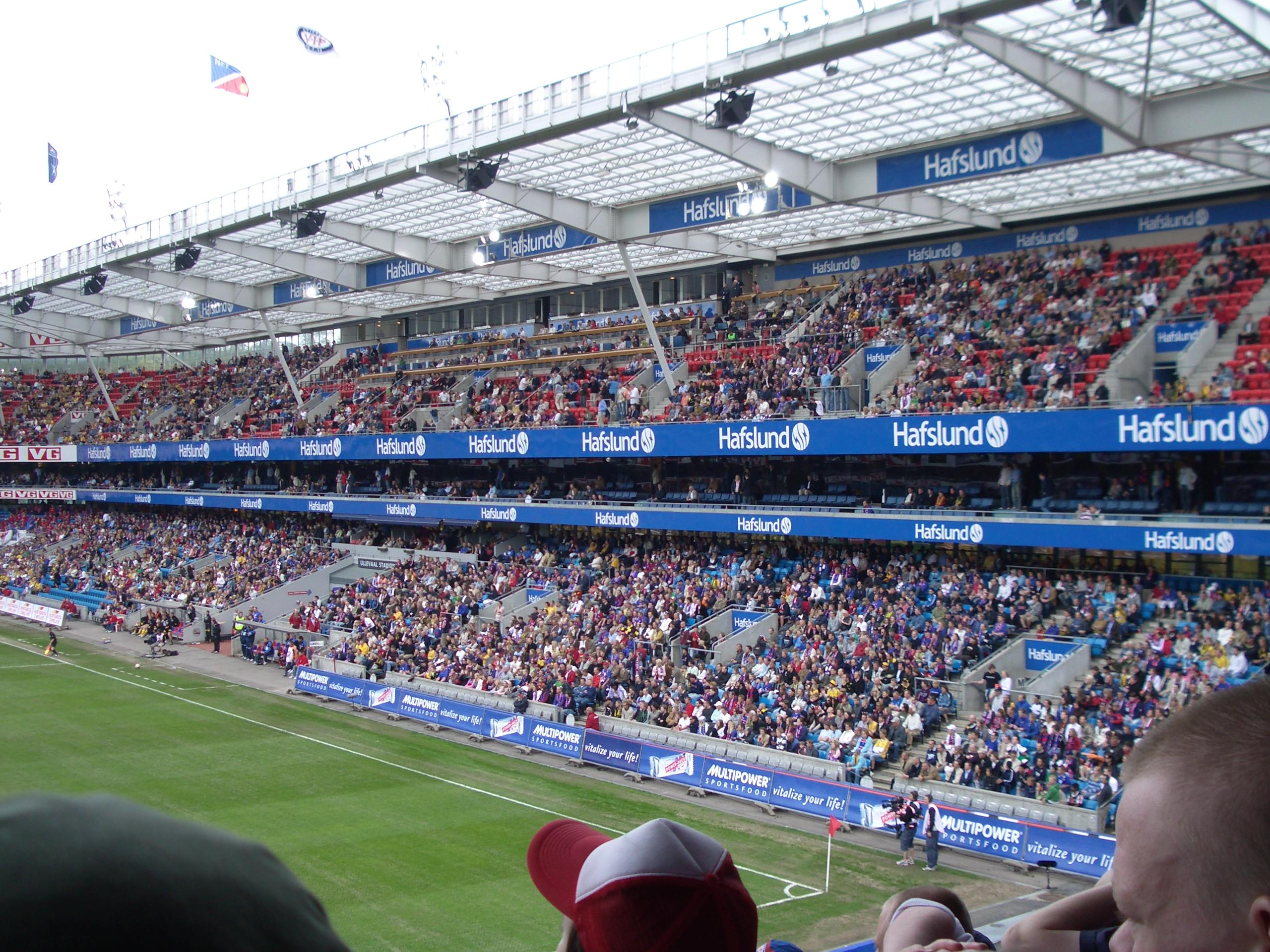
Graderia sud.

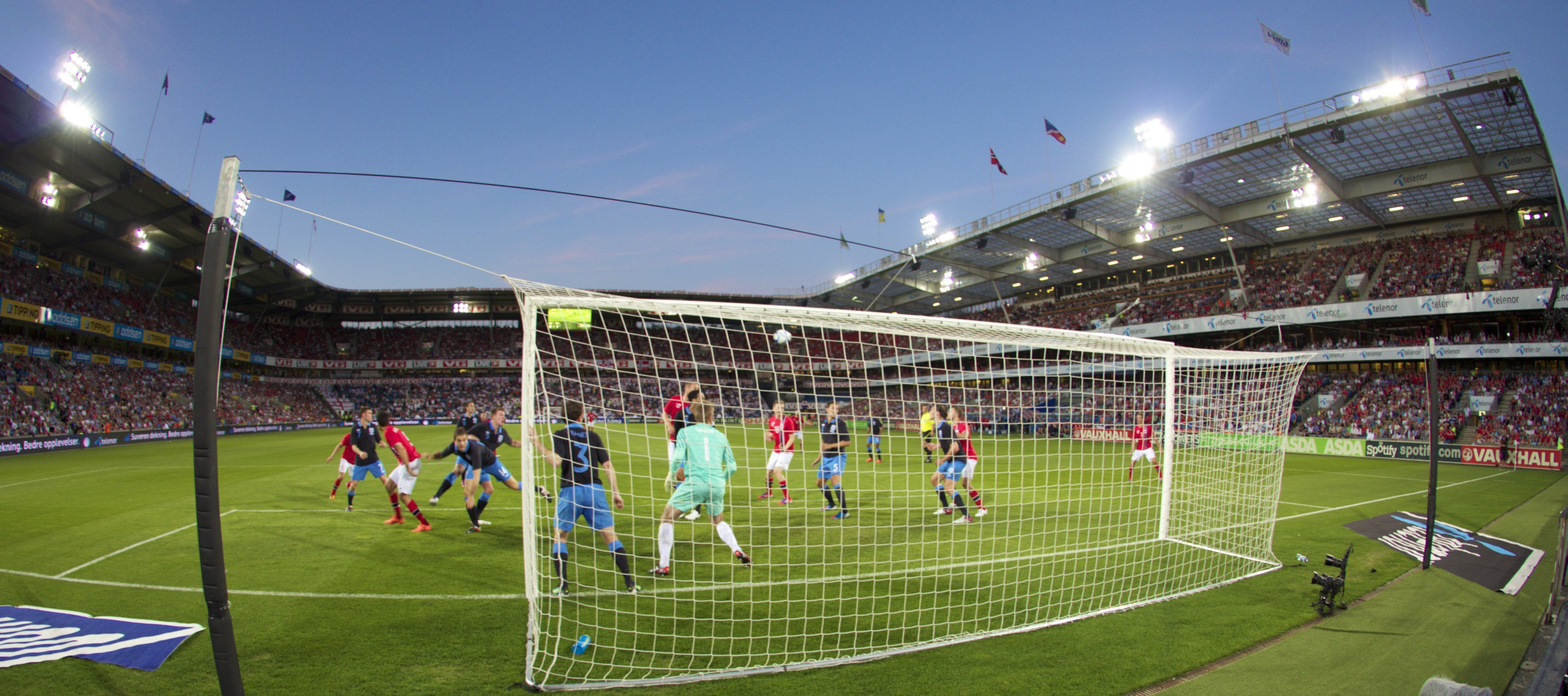
Noruega vs. Anglaterra el 2012.

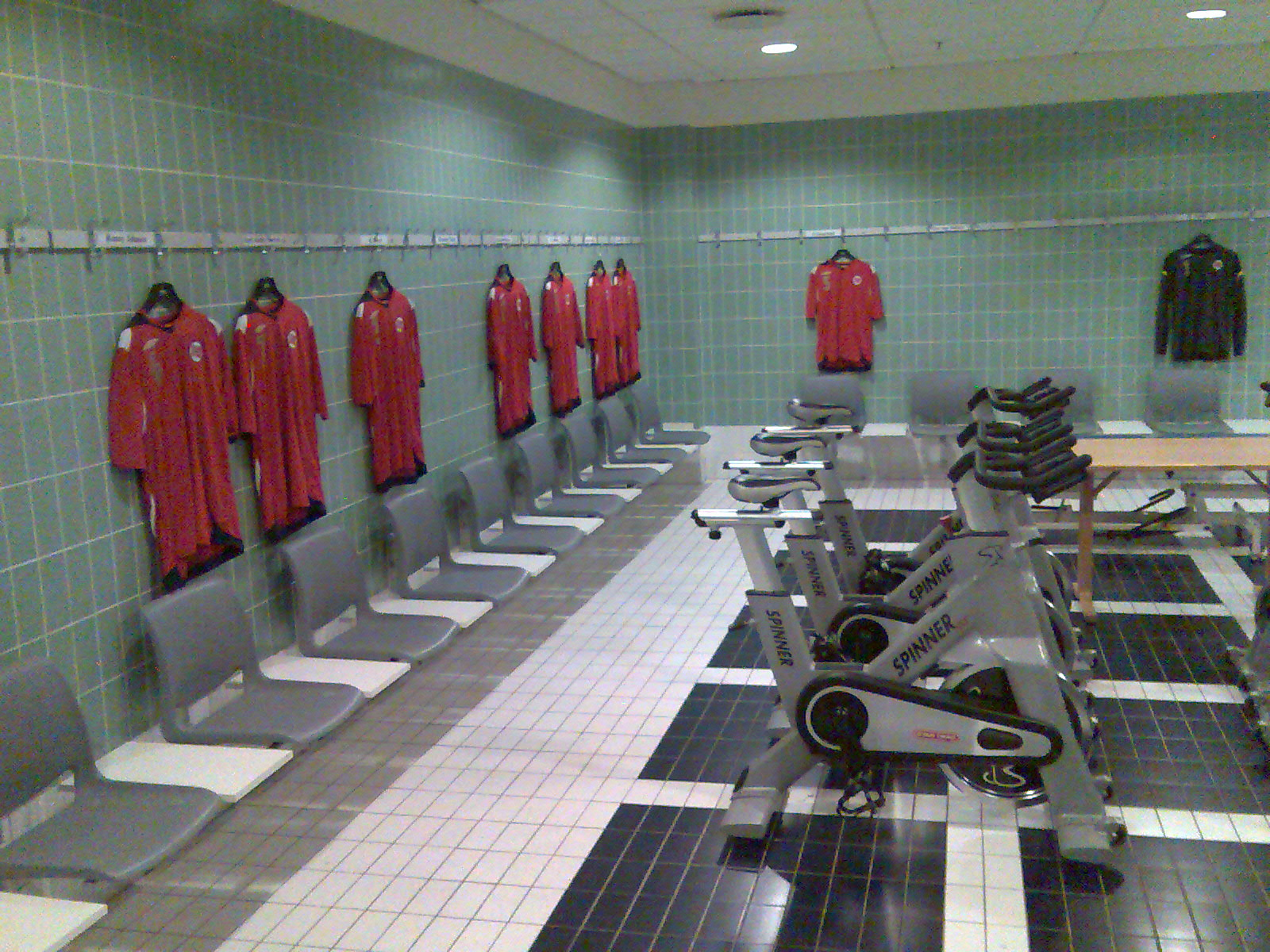
Vestidors.

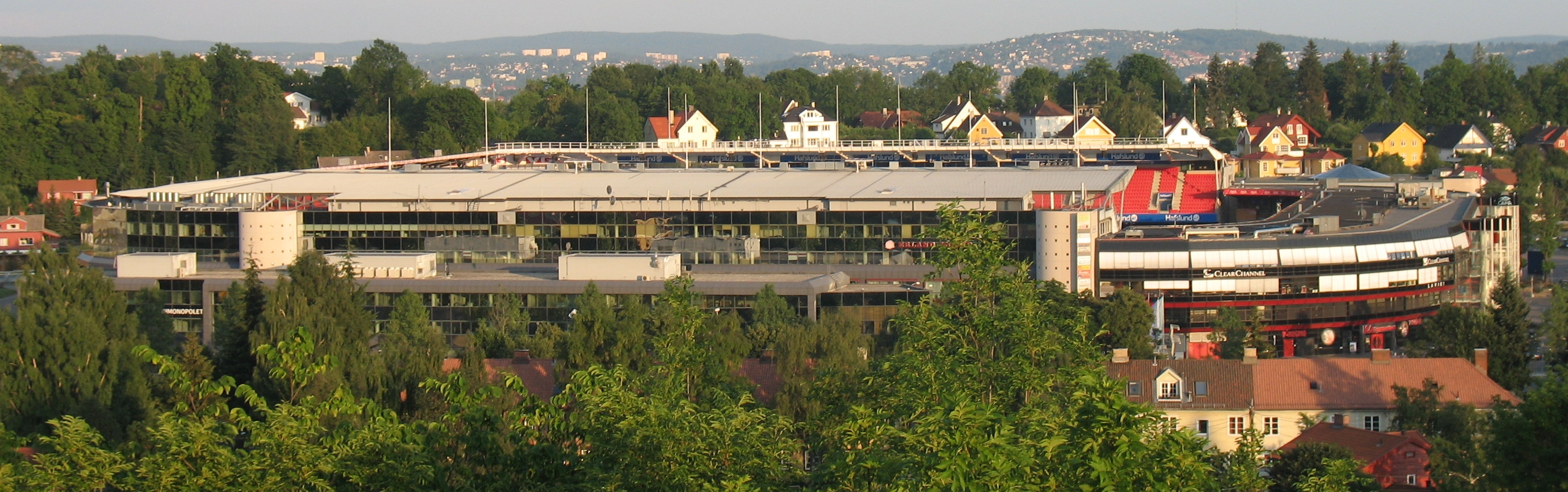
Vista aèria.

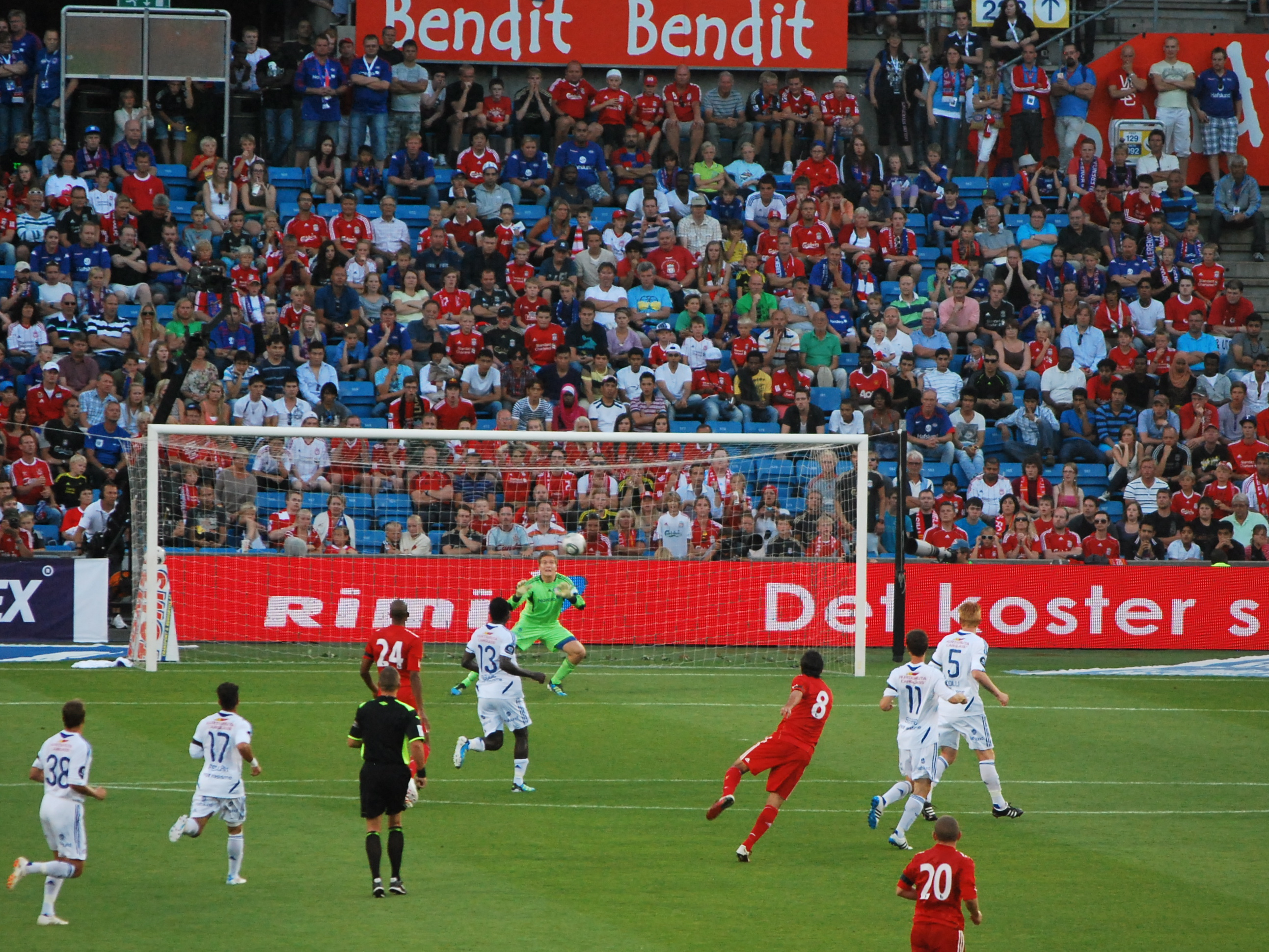
Vålerenga vs. Liverpool el 2011.

|  |  |  |